# 538
Cette page concerne l'année 538  du calendrier julien. Pour l'année 538 av. J.-C., voir 538 av. J.-C. Pour le nombre 538, voir 538 (nombre).
Pour l’article homonyme, voir FiveThirtyEight.
L'année 538 est une année commune qui commence un vendredi. 

## Événements
- Selon la Chronique anglo-saxonne le soleil s'est assombri le 16 février entre l'aube et neuf heures du matin[1]. Or, Il y a eu une eclipse le 15 février selon la NASA[2]. Elle serait visible depuis Rome[3].
- 12 mars : Vitigès, contraint par la famine, abandonne le siège de Rome[4].
- Avril : 
  - Vitigès marche sur Ariminum (Rimini), mais la ville est ravitaillée à temps par Ildiger et Martin envoyés par Bélisaire[4].
  - Un corps byzantin mené par Mundila débarque à Gênes, enlève Milan, Novare, Côme et Bergame[5], puis rejoint l’armée de l’Adriatique et encercle Ravenne.
- 7 mai, concile d’Orléans : l'Église catholique interdit le travail des champs le dimanche et défend aux clercs de pratiquer l’usure[6].
- Juin : Narsès, envoyé avec des renforts en Italie, mais aussi pour surveiller Bélisaire, fait sa jonction avec lui ; mis en échec à Rimini pendant l'été, les Goths refluent sur Ravenne[4].
- Automne : Bélisaire assiège et prend Urbino malgré le désengagement de Narsès ; il renonce à attaquer Osimo à l'approche de l'hiver et fait le siège d'Orvieto, qui est prise au printemps 539[4].
- 13 octobre : nouvelle mission du roi de Baekje au Japon. Des images du Bouddha en bronze doré et des sutras passant par la Corée arrivent au Japon[7]. Introduction officielle du bouddhisme au Japon.

- Famine en Italie (50 000 morts de faim dans le Picenum selon Procope en 538-542)[8]..

## Naissances en 538
- Pas de naissance connue.

## Décès en 538
- 8 février : Sévère, patriarche d'Antioche.
- Comgall, roi des Scots de Dalriada.
- Jean de Tella, évêque de Tella d-Mawzlat, près d'Édesse.
- Sittas, général byzantin.